# Bart Straalman
Bart Straalman (Winterswijk, 28 augustus 1996) is een Nederlands voetballer die bij voorkeur als centrale verdediger speelt. Vanaf het seizoen 2024/25 speelt Straalman bij FC Inter Turku in Finland.

## Clubcarrière
Straalman begon met voetballen in de jeugd van WVC. Op 8 november 2014 debuteerde Straalman voor De Graafschap in de Eerste divisie tegen Sparta Rotterdam. Hij mocht vier minuten voor het verstrijken van de reguliere speeltijd invallen voor Vlatko Lazić. De Graafschap won het thuisduel met 3–2. Op 28 november 2014 mocht Straalman voor het eerst in de basiself beginnen in het thuisduel tegen Roda JC. Hij speelde de volledige wedstrijd, die met 1–2 verloren werd. Op 18 april 2015 maakte Straalman tegen FC Den Bosch zijn eerste doelpunt in het betaald voetbal. In mei werd zijn contract opgewaardeerd en verlengd tot 2017. In 2018 promoveerde hij met de club naar de Eredivisie maar degradeerde een jaar later weer. Medio 2019 liep zijn contract af en in juli 2019 ging Straalman in Noorwegen voor Sarpsborg 08 FF spelen waar hij een contract tot eind 2019 ondertekende. Vanaf de winterstop zat hij zonder club en traint mee bij TOP Oss. Begin 2020 ging hij in Frankrijk voor Rodez AF in de Ligue 2 spelen. Medio 2020 ging Straalman naar reeksgenoot Grenoble Foot 38.
Na 3 seizoenen speelde hij kort voor MFK Vyskov in Tsjechië om vervolgens te gaan spelen in Finland bij FC Inter Turku. 

### Carrièrestatistieken
| Seizoen                         | Club            | Land            | Competitie      | Competitie | Competitie | Beker | Beker | Internationaal | Internationaal | Overig | Overig | Totaal | Totaal |
| Seizoen                         | Club            | Land            | Competitie      | Wed.       | Dlp.       | Wed.  | Dlp.  | Wed.           | Dlp.           | Wed.   | Dlp.   | Wed.   | Dlp.   |
| ------------------------------- | --------------- | --------------- | --------------- | ---------- | ---------- | ----- | ----- | -------------- | -------------- | ------ | ------ | ------ | ------ |
| 2014/15                         | De Graafschap   | Nederland       | Eerste divisie  | 24         | 1          | 1     | 0     | 0              | 0              | 5      | 0      | 30     | 1      |
| 2015/16                         | De Graafschap   | Nederland       | Eredivisie      | 19         | 2          | 1     | 0     | 0              | 0              | 2      | 0      | 22     | 2      |
| 2016/17                         | De Graafschap   | Nederland       | Eerste divisie  | 22         | 3          | 0     | 0     | 0              | 0              | 0      | 0      | 22     | 3      |
| 2017/18                         | De Graafschap   | Nederland       | Eerste divisie  | 23         | 0          | 0     | 0     | 0              | 0              | 4      | 0      | 27     | 0      |
| 2018/19                         | De Graafschap   | Nederland       | Eredivisie      | 26         | 1          | 2     | 0     | 0              | 0              | 4      | 0      | 32     | 1      |
| 2019                            | Sarpsborg 08 FF | Noorwegen       | Eliteserien     | 2          | 1          | 0     | 0     | 0              | 0              | 0      | 0      | 2      | 1      |
| Carrière totaal                 | Carrière totaal | Carrière totaal | Carrière totaal | 116        | 8          | 4     | 0     | 0              | 0              | 15     | 0      | 135    | 8      |
| Bijgewerkt tot 18 december 2019 |                 |                 |                 |            |            |       |       |                |                |        |        |        |        |